# Графозомы
Графозомы, или краснополосые клопы (лат. Graphosoma) — род клопов из семейства настоящих щитников, подсемейства Podopinae.

## Описание
Клопы красного или жёлтого цвета, голова, переднеспинка и щиток с продольными чёрными полосками. В длину превышают 9 мм.

## Виды
В состав рода входят:
- Graphosoma alkani Lodos, 1959
- Graphosoma consimile Horváth, 1903
- Graphosoma creticum Horváth, 1909
- Graphosoma interruptum White, 1839
- Клоп итальянский (Graphosoma italicum  (O. F. Müller, 1766))
- Графозома полосатая (Graphosoma lineatum  (Linnaeus, 1758))
- Graphosoma melanoxanthum Horvath, 1903
- Graphosoma rubrolineatum (Westwood, 1837)
- Graphosoma semipunctatum (Fabricius, 1775)
- Graphosoma stali Horváth, 1881

## Распространение
Встречается в Палеарктике.